# La Chapelle-Saint-Laurian
La Chapelle-Saint-Laurian är en kommun i departementet Indre i regionen Centre-Val de Loire i de centrala delarna av Frankrike. Kommunen ligger i kantonen Vatan som tillhör arrondissementet Issoudun. År 2022 hade La Chapelle-Saint-Laurian 136 invånare.

## Befolkningsutveckling
Antalet invånare i kommunen La Chapelle-Saint-Laurian
Referens:INSEE